# قانون هيلمز- بورتون
القانون من أجل الحرية والتضامن الديمقراطي الكوبي (ليبرتاد) لعام 1996 (قانون هيلمز - بيرتون) هو قانون للولايات المتحدة عزز الحصار الأمريكي على كوبا ووسّع نطاق التطبيق الإقليمي للحظر الأولي ليشمل الشركات الأجنبية التي تتاجر مع كوبا، وعاقب الشركات الأجنبية التي يُزعم أنها «تتاجر» بممتلكات كانت مملوكة سابقًا لمواطنين أمريكيين وصادرتها كوبا بعد الثورة الكوبية. يشمل القانون أيضًا الممتلكات التي كانت مملوكة سابقًا لكوبيين أصبحوا مواطنين أمريكيين منذ ذلك الحين.
تمت تسمية القانون باسم مشرعيه الأصليين، السناتور جيسي هيلمز من ولاية كارولينا الشمالية والنائب دان بيرتون من ولاية إنديانا.

## المحتوى
يتضمن هذا القانون مجموعة متنوعة من الأحكام التي تهدف إلى تحقيق «انتقال سلمي إلى ديمقراطية تمثيلية واقتصاد سوق في كوبا»:
- عقوبات دولية ضد الحكومة الكوبية. الحظر الاقتصادي، أي شركة غير أمريكية تتعامل اقتصاديًا مع كوبا يمكن أن تخضع لإجراءات قانونية ويمكن منع قيادة تلك الشركة من الدخول إلى الولايات المتحدة. قد تُفرض عقوبات على الشركات غير الأمريكية التي تتعامل مع كوبا. هذا يعني أنه يتعين على الشركات العاملة دوليًا الاختيار بين كوبا والولايات المتحدة، وهي سوق أكبر بكثير.
- معارضة الولايات المتحدة لعضوية كوبا في مؤسسات مالية دولية.
- البث التلفزيوني من الولايات المتحدة إلى كوبا.
- تفويض الولايات المتحدة بدعم «الجماعات الديمقراطية وحقوق الإنسان» والمراقبين الدوليين.
- يعلن سياسة الولايات المتحدة تجاه «حكومة انتقالية» و «حكومة منتخبة ديمقراطياً» في كوبا.
- حماية حقوق الملكية لبعض مواطني الولايات المتحدة.
- استبعاد بعض الأجانب من الولايات المتحدة، ولا سيما كبار المسؤولين أو كبار أصحاب الأسهم، وعائلاتهم، من الشركات التي تعمل في كوبا على ممتلكات مصادرة من مواطنين أمريكيين. حتى الآن، تم منع التنفيذيين من إيطاليا والمكسيك وكندا وإسرائيل والمملكة المتحدة.
- يمنح السلطة التشريعية سلطة تجاوز إلغاء السلطة التنفيذية للحظر، على الرغم من أن هذا النقض التشريعي كان قد حكم عليه بعدم الدستورية من قبل المحكمة العليا قبل 13 عامًا.
- يحظر استكمال محطة جوراغوا للطاقة النووية.[a] [b]
- مطالبات بإحالة موظفي الاتحاد السوفيتي السابق إلى التقاعد من المنشآت العسكرية والاستخباراتية الكوبية، بما في ذلك المنشآت العسكرية والاستخباراتية في لورد وسيينفويغوس.[c] [2]
- يحظر الاعتراف بحكومة انتقالية في كوبا تضم فيدل أو راؤول كاسترو.
- يحظر الاعتراف بالحكومة الكوبية التي لم تقدم تعويضات عن مطالبات مصادق عليها من الولايات المتحدة ضد الممتلكات المصادرة، والتي تم تعريفها على أنها ممتلكات غير سكنية تزيد قيمتها عن 50000 دولار في عام 1959.
- المطالبات بالتسليم أو التسليم إلى الولايات المتحدة لجميع الأشخاص المطلوبين من قبل وزارة العدل الأمريكية لارتكاب جرائم في الولايات المتحدة.